# Karl-Heinz Börner
Karl-Heinz Börner (* 1935 in Quedlinburg) ist ein deutscher Lehrer und Historiker.

## Leben
Nach dem Geschichts- und Geografiestudium an der Martin-Luther-Universität Halle-Wittenberg war Karl-Heinz Börner als Lehrer tätig. Im Jahre 1967 wurde er in Berlin wissenschaftlicher Mitarbeiter am Institut für Geschichte der Akademie der Wissenschaften der DDR. 1987 übernahm er die Leitung der Forschungsgruppe „Deutsche Geschichte 1789-1970“, der unter anderem Helmut Bock, Wolfgang Büttner, Gunther Hildebrandt, Waltraud Seidel-Höppner, Percy Stulz, Nadja Stulz-Herrnstadt und Rolf Weber angehörten. 1974 promovierte er mit einer Dissertation über die Krise der preußischen Monarchie in den Jahren 1858 bis 1862.
Im Jahre 1992 war Karl-Heinz Börner Mitarbeiter der Historischen Kommission zu Berlin. Von 1993 bis Mai 2023 wirkte er als Ortschronist der Stadt Harzgerode.
Neben der preußischen Geschichte des 19. Jahrhunderts und zur Völkerschlacht bei Leipzig 1813 legte er mehrere Publikationen speziell zur Geschichte der anhaltischen Stadt Harzgerode und Umgebung vor.
Karl-Heinz Börner ist verheiratet und hat zwei Töchter.

## Werke (Auswahl)
- Die Krise der preußischen Monarchie von 1858 bis 1862, Berlin: Akademie-Verlag, 1976.
- Wilhelm I. Deutscher Kaiser und König von Preußen. Eine Biographie, Berlin: Akademie-Verlag, 1984.
- Völkerschlacht bei Leipzig 1813. (Illustrierte historische Hefte: Heft 32), Deutscher Verlag der Wissenschaften, Berlin 1984, DNB 840900600.
- Vor Leipzig 1813. Die Völkerschlacht in Augenzeugenberichten, Berlin: Verlag der Nation, 1988; 2. Auflage Husum, 2012
- Fürsten, Bürger und Betrüger. Residenzstadt Harzgerode 1635–1709, Harzgerode 2001.
- Prinz Wilhelm von Preußen an Charlotte, Briefe 1817–1860, Berlin: Akademie-Verlag 1993, ISBN 3-05-001981-6
- Kurze Geschichte der Stadt Harzgerode, Harzgeroder Hefte 3, Harzgerode 2008.
- Bergwerke und Hütten in der Harzgeröder Region unter besonderer Berücksichtigung der Mägdesprunger Eisenhütte, Mägdesprunger Hefte 2, 2. Auflage Quedlinburg 2009, ISBN 3-937648-16-X
- 200 Jahre Alexisbad, Mägdesprunger Hefte 4, Quedlinburg 2010, ISBN 3-937648-19-4
- Handwerker, Zünfte, Markt und Privilegien in Harzgerode vom 16. bis zum 18. Jahrhundert (= Harzgeroder Hefte, 4), Quedlinburg 2010, ISBN 3-937648-20-8
- Harzgeröder Aufruhr 1767 (= Harzgeroder Hefte, 5), Harzgerode 2011.
- Die Harzgeröder Juden (= Harzgeroder Hefte, 6), Quedlinburg 2014, ISBN 978-3-942975-13-1
- Die Ämter Harzgerode und Güntersberge zwischen Reformation und Dreißigjährigem Krieg (= Harzgeroder Hefte, 10), Quedlinburg 2017, ISBN 978-3-942975-19-3
- 1025 Jahre Harzgerode, Harzgerode 2018, ISBN 978-3-00-060045-6

## Ehrungen
- 2016: Ehrenurkunde der Stadt Harzgerode[1]